# Aeroporto Internazionale Julius Nyerere
L'Aeroporto Internazionale Julius Nyerere (in inglese Julius Nyerere International Airport, JNIA) è il principale aeroporto di Dar es Salaam. Prende il nome dal primo presidente della Tanzania, Julius Nyerere.

## Storia
Il primo aeroporto di Dar es Salaam fu costruito nella zona di Ukonga. Nel 1979, per far fronte all'aumento del traffico aereo, venne creato un secondo terminal, inaugurato da Julius Nyerere nel 1984. Il "Dar es Salaam International Airport" (DIA) venne prima ribattezzato "Mwalimu Julius Kambarage Nyerere International Airport" nel 2005, e infine "Julius Nyerere International Airport" nel 2006.